# Bahnhof Schiffbrücke

Der Bahnhof Schiffbrücke, auch Bergisch-Märkischer Bahnhof oder Rechtsrheinischer Bahnhof, war ein Bahnhof an der Deutzer Schiffbrücke in Deutz. Er wurde am 20. September 1882 von der Bergisch-Märkischen Eisenbahn-Gesellschaft in Betrieb genommen. Die zugehörige Eisenbahnstrecke wurde Anfang des 20. Jahrhunderts aufgegeben, das Bahngelände mitsamt dem Bahnhof 1913 verkauft. Beim Bau der Deutzer Brücke mussten der Bahnhof und das Bahnhotel weichen und wurden später abgerissen.

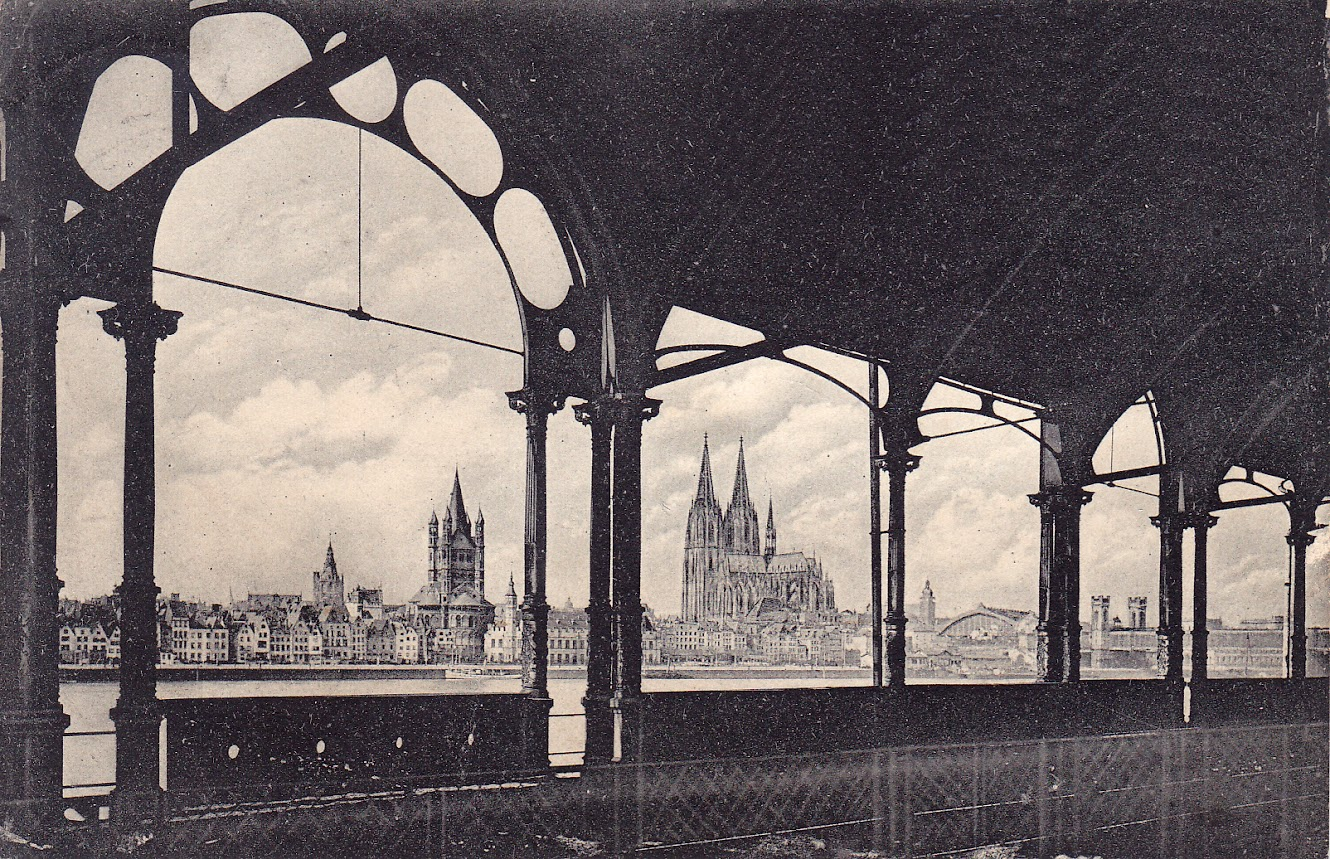
Bahnsteig Bahnhof Schiffbrücke, Blick auf Köln

## Geschichte

### Verkehrsentwicklung in Köln, Eröffnung des Bahnhofs „Schiffbrücke“ mit Bahnhotel „Belle-Vue“ 1882
Im 19. Jahrhundert wurde im Zuge der industriellen Entwicklung des Rheinlands ein verbindendes Eisenbahnnetz zur Versorgung des Umfeldes und des Personentransports notwendig. Von der „Köln-Mindener Eisenbahn-Gesellschaft“ wurde deshalb von 1843 bis 1847 eine Bahnstrecke von Minden nach Deutz gebaut. Der erste Bahnhof in Deutz, der „Mindener Bahnhof“ befand sich in der Constantinstraße, später kam dort noch eine weitere Eisenbahnstrecke von Gießen nach Köln dazu. Ein Konkurrenzunternehmen, die „Bergisch-Märkische Eisenbahn-Gesellschaft“ betrieb auch eine Strecke von Elberfeld nach Deutz, baute einen zweiten Güterbahnhof im Norden und verlängerte diese 1882 entlang des Rheins mit Hilfe eines Bahndamms bis zur Deutzer Schiffbrücke. An dieser Stelle wurde der Bahnhof „Schiffbrücke“ eingerichtet und das vorhandene ehemalige Luxushotel „Bellevue“ für diese Zwecke zum „Bahnhotel Belle-Vue“ umgebaut. Da das Hotel früher "Marienbildchen" hieß, nannten die Kölner den Bahnhof entsprechend "Marienbildchen".

### Ursprung des „Bahnhotel Belle-Vue“

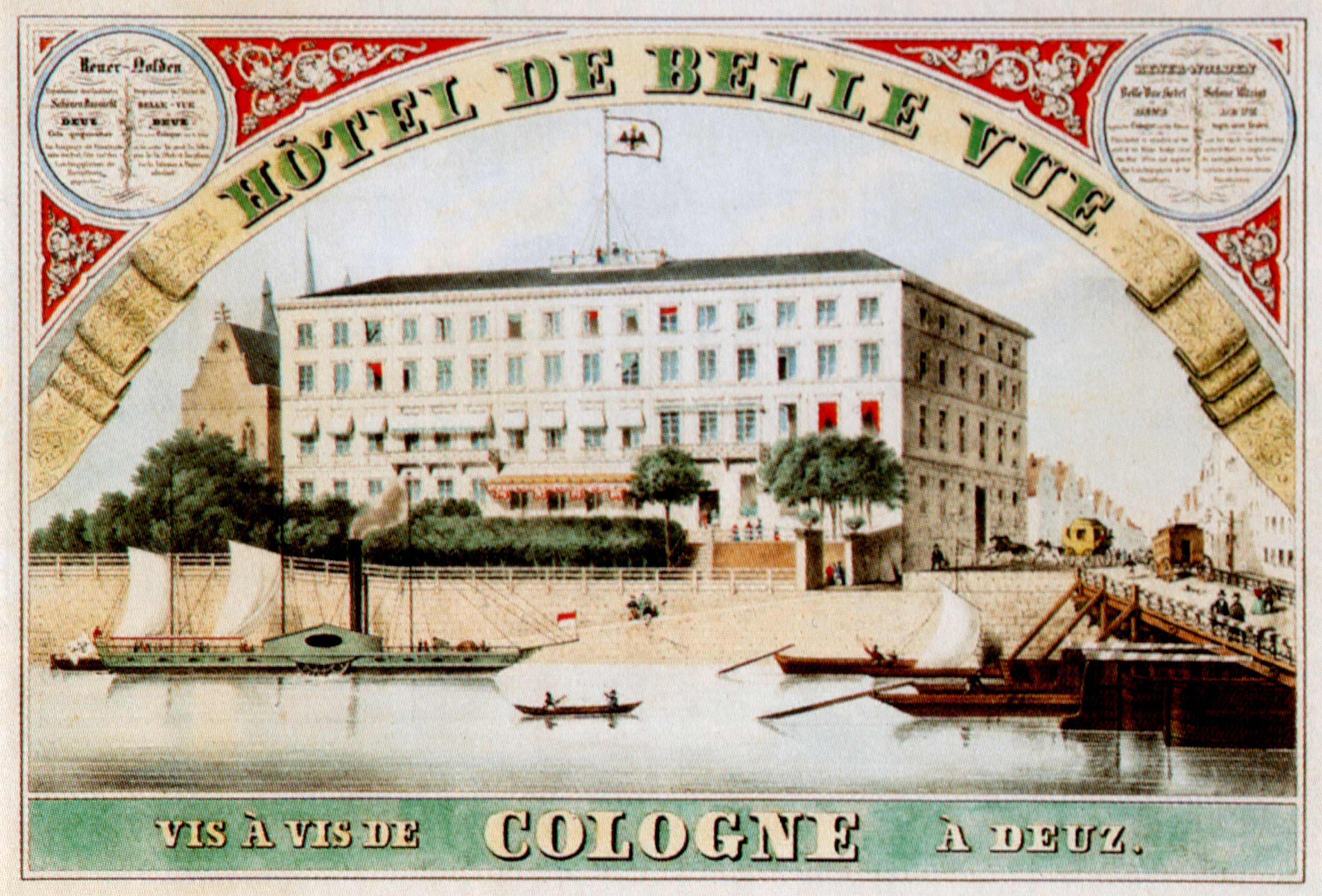
Ansicht Hotel Bellevue vor der Einrichtung als Bahnhofshotel

Das Deutzer Bahnhotel der Station „Schiffbrücke“ war das frühere Luxushotel „Bellevue“, welches in Teilen auf den Resten römischer Kastellmauern erbaut wurde. Es gehörte ehemals zur Deutzer Abtei St. Heribert und wurde nach der Säkularisation 1807 als „Marienbildchen“ bekannt. 1833 hat man es dann zum Nobelhotel für Adelige und vermögende Engländer umgebaut. Das Hotel war mit der Bahn und Dampfschiffen gut zu erreichen und lag direkt neben der Anlegestelle der Deutzer Schiffbrücke. Die Unterkunft war unübertroffen und mit umfangreichen Apartment Suiten und komfortablen Zimmern ausgestattet. Eine Aussichtsplattform vor dem Hotel ermöglichte einen wunderbaren Blick auf das Kölner Stadtpanorama. Es gehörte zu den besten Adressen, die Kölner Gesellschaft ging dort ein und aus, sogar Königin Victoria und Gemahl Albert mit Gefolge haben dort 1858 genächtigt.

### Erweiterung der Bahnstrecke vom Bahnhof Schiffbrücke nach Süden und der „Deutzer Eisenbahnjammer“
Die Bergisch-Märkische-Eisenbahn entschloss sich einige Jahre später die Bahnstrecke, vom Bahnhof „Schiffbrücke“ aus, ab 1885 weiter in Richtung Süden zu verlängern, die dann in einem Bogen zum am 1. Juni 1886 eröffneten Bahnhof Kalk-Süd führte. Dazu musste ein weiterer Bahndamm entlang des Deutzer Ufers und eine Brücke über die Deutzer Freiheit gebaut werden. Gefreut haben sich die Deutzer Bürger über diese Baumaßnahmen nicht, denn der Bahndamm versperrte die berühmte Aussicht auf Köln und führte deshalb zum bekannten „Deutzer Eisenbahnjammer“. „Deutz war von nun an die schäl Sick.“
In der Kölnischen Zeitung erschien dazu am 23. April 1899 folgender Artikel:

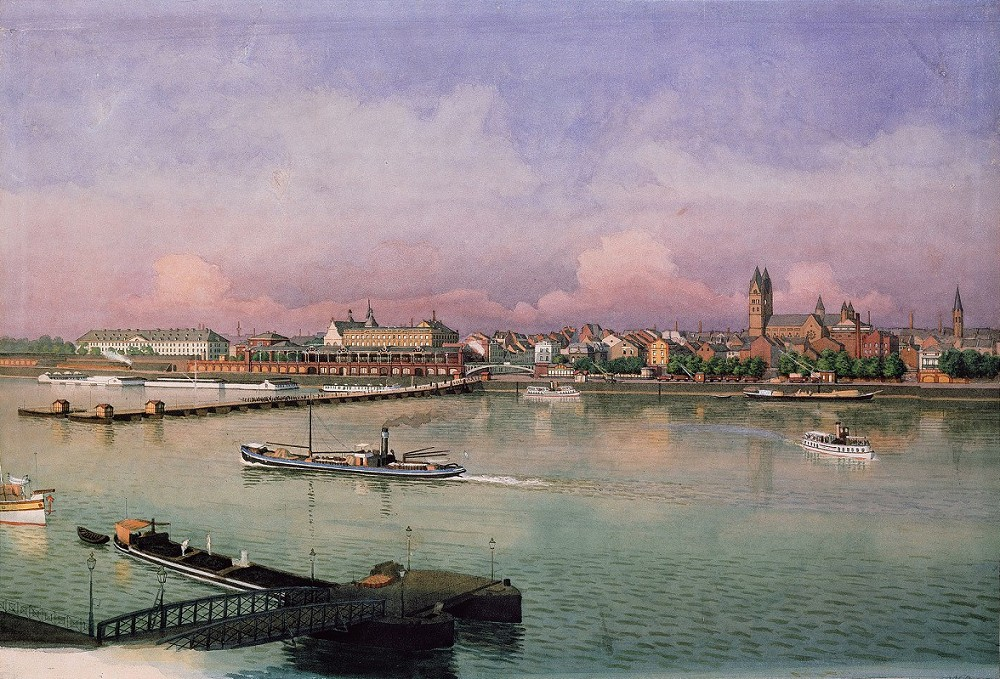
Deutz nach dem Bau des Bahndamms

„Was ist aus unserem schönen Deutz geworden! Einst ein blühendes Städtchen am Rheinufer mit drei unwiderstehlichen Anziehungspunkten für die Cölner von drüben und für unsere rechtsrheinische Umgebung: „Marienbildchen“, „Prinz Karl“ (zwei beliebte Restaurationen am Rhein) und Deutzer Kirmes; Endpunkt der Cöln-Mindener, der Cöln-Gießener und der Bergisch-Märkischen Personen- und Güterzüge; ein Dorado für Kürassiere, Pioniere und Artilleristen aller Chargen; der großen Colonia schmuckes fröhliches Schwesterlein! Kein Ort am ganzen Rheinstrom vermochte den malerischen Zauber, die behagliche Geselligkeit darzubieten, wie ein Sommerabend im Marienbildchen, wenn in musik- und weinfroher Stimmung beim Plätschern der Schiffe, beim Rauschen der Wellen und bei glitzerndem Mondeslicht der Blick hinüberschweifte auf das mächtige alte Cöln, auf das herrlichste Stadtbild am schönsten deutschen Strome, wo die hohe Domkirche, Groß St. Martin und Rathausturm in gewaltigem Dreiklang in die Lüfte ragen! Zwar ragen diese noch empor wie ehemals. Aber Marienbildchen und Prinz Karl sind verschwunden, und uns arme Deutzer hat man durch einen garstigen Eisenbahndamm vom Rheine abgetrennt.(...) Diese bergisch-märkische Eisenbahnzwangsjacke, sie war der Anfang unseres Eisenbahnjammers.“

### Bahnhof „Schiffbrücke“ 1887
a) Außenansicht des Bahnhofs „Schiffbrücke“ mit „Bahnhotel Belle-Vue“

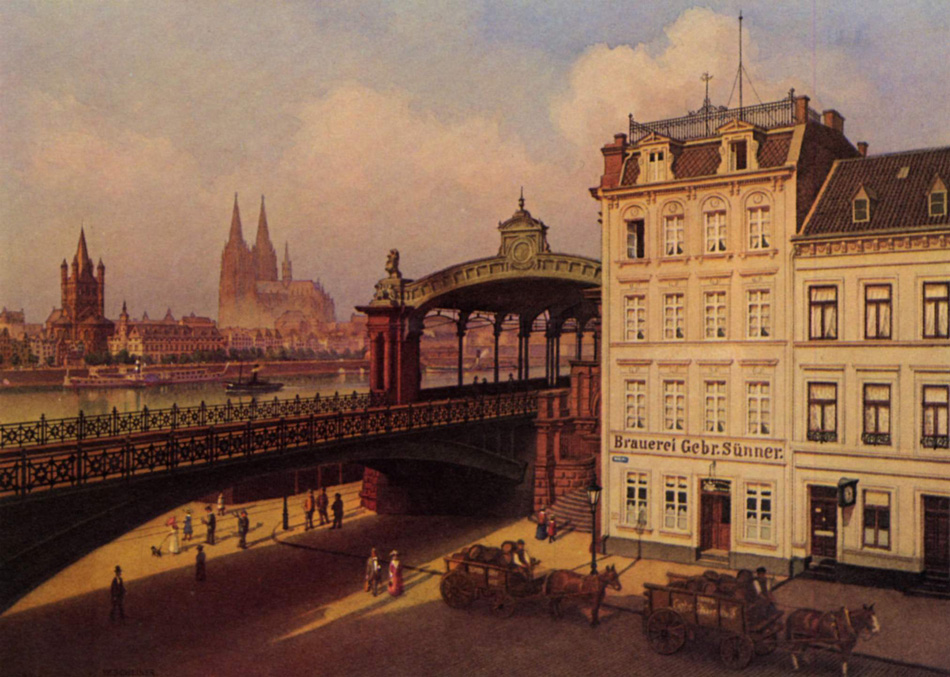
Bahnhof Schiffbrücke Seitenansicht mit Eisenbahnbrücke, Brauerei Sünner

Ursprünglich war eine größere Ausdehnung der Bahnanlagen in Deutz geplant, schließlich wurden die angekauften Gebäude möglichst erhalten und für die Bahnanlagen genutzt. So auch das ehemalige Luxushotel „Bellevue“, welches zum Bahnhofsgebäude mit Wartesälen und Diensträumen im Erdgeschoss und mit Gasträumen im oberen Bereich umgebaut wurde. Um das Rheinpanorama zu genießen, wurden auf dem Dach der Bahnhalle sogar Wandelgänge errichtet, die vom Hotel aus zugänglich waren. Die Brücke daneben, welche die Deutzer Freiheit querte, wurde von der Gutehoffnungshütte in Oberhausen gefertigt, wog 150 Tonnen und kostete 54.000 Mark und wurde im Volksmund „Deutzer Brille“ genannt. Wie das Bahnhofsgebäude auch, wurde der Unterbau des Viaduktes mit roten und gelben Ziegelsteinen verblendet. Zeitgenössische französische Bahningenieure haben übrigens den Bahnhof damals als „fort coquette“, ziemlich eitel, bewertet.
b) Grundriss des Bahnhofs „Schiffbrücke“

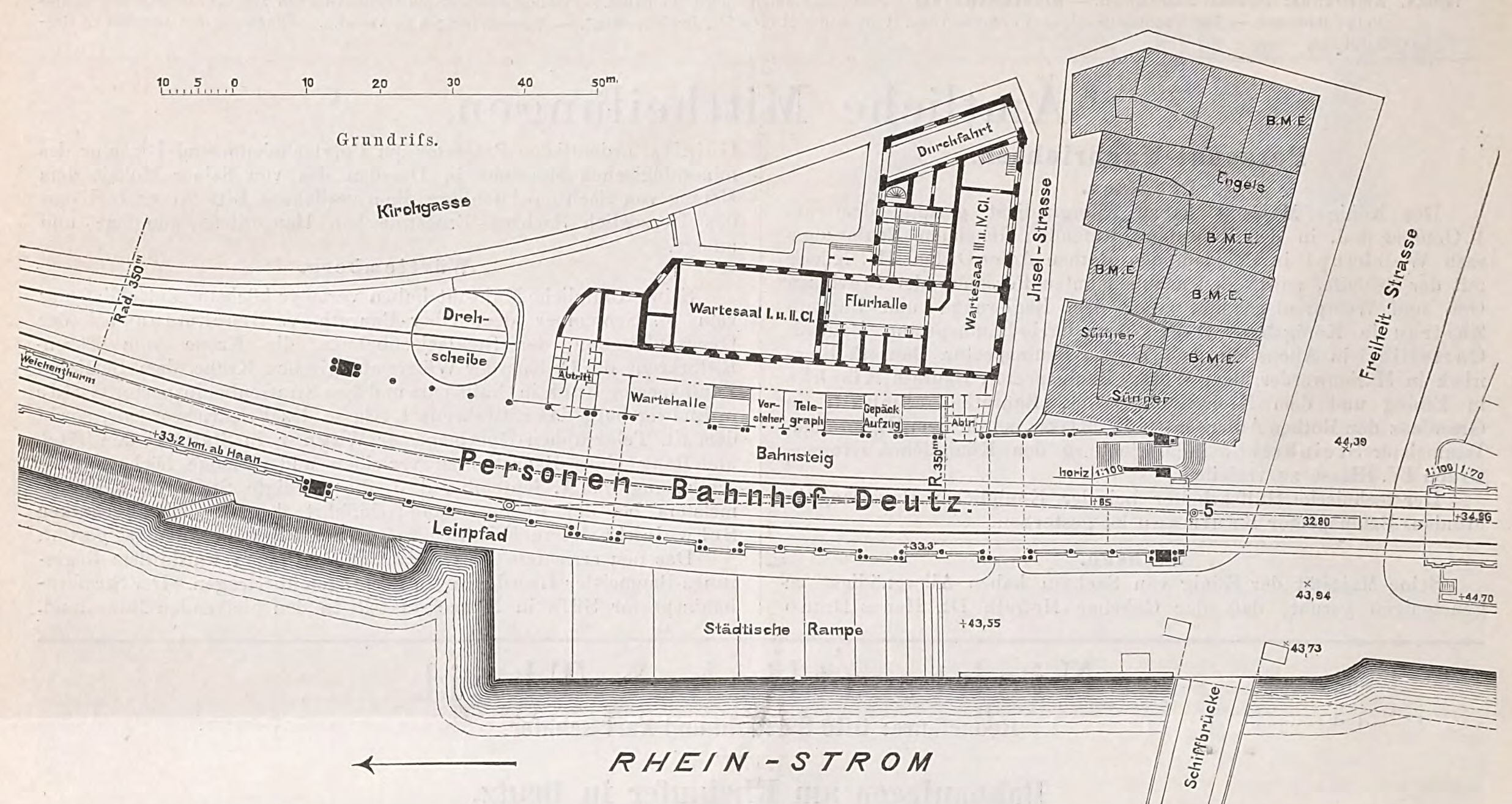
Grundriss Bahnhof Schiffbrücke

Auf dem Grundriss des Bahnhofs „Schiffbrücke“ von 1887 lassen sich gut die Aufteilungen zum Umbau des alten Hotels Bellevue erkennen. Auf Erdgeschosshöhe des Hotels lagen Diensträume, Wartehalle, Toiletten und ein Gepäckaufzug, dahinter der Wartesaal der I. und II. Klasse und, abgetrennt durch eine Flurhalle, der Wartesaal der III. und IV. Klasse an der Inselstraße.
Zwei Meter höher, auf dem Viadukt, befand sich der Bahnsteig, welcher über drei Freitreppen zu erreichen war. Im schraffierten Gebäudeteil rechts an der Deutzer Freiheit lagen die Brauerei, bzw. das Restaurant von Sünner und Verwaltungsräume der Eisenbahn. Direkt daneben war ein Treppenaufgang, der zum Bahnsteig führte. Nördlich vom Bahnhof lag eine Drehscheibe, um die Lokomotiven zu wenden.

### Bau der festen Deutzer Brücke, Verkauf des Bahngeländes und Abriss des Bahnhofs

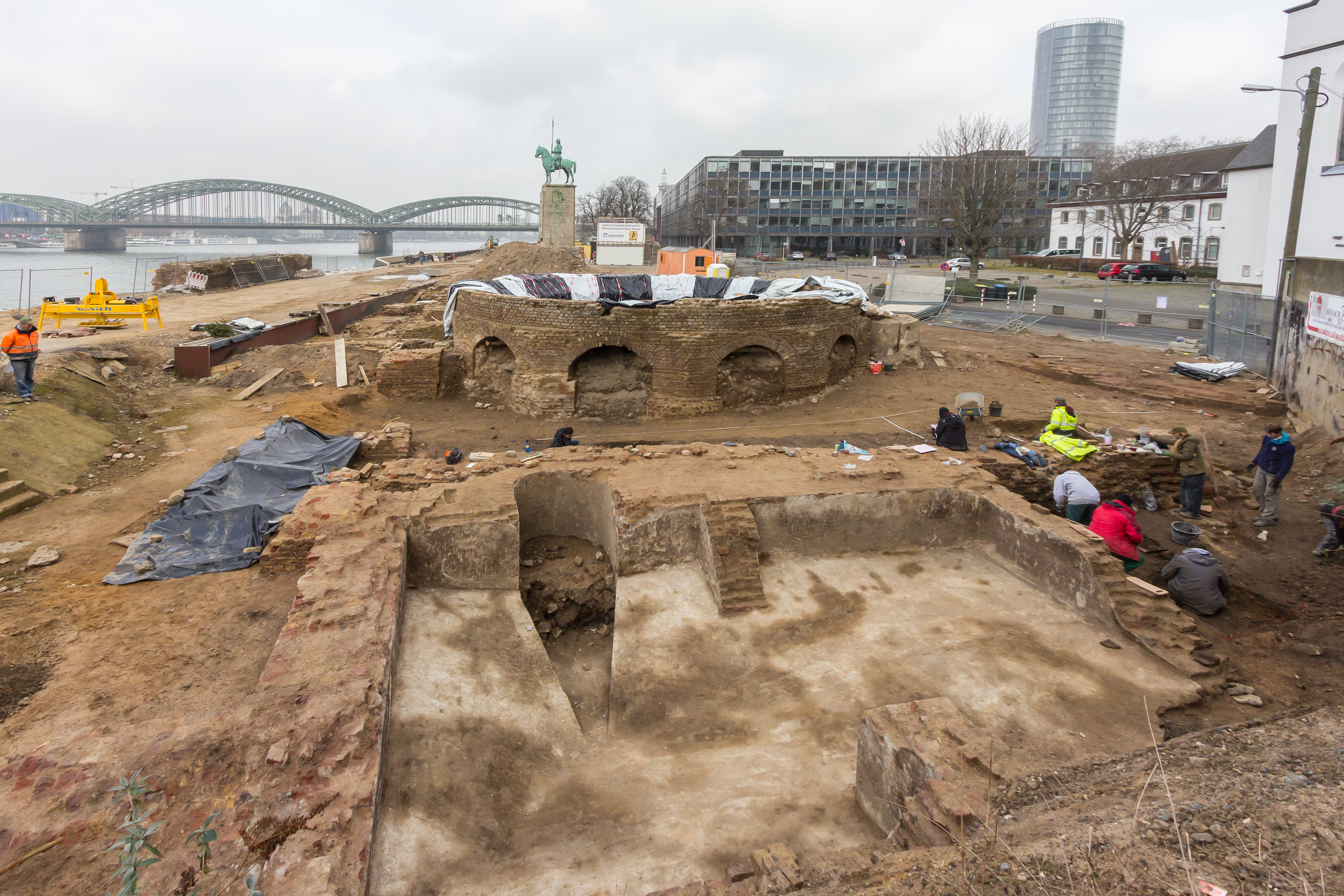
Archäologischen Grabungen 2015 am Rheinboulevard Köln-Deutz im Bereich des ehemaligen Kopfbahnhofs Schiffbrücke der Bergisch-Märkischen Eisenbahn in Deutz. Hinten die Fundamente einer Drehscheibe und vorne die Reste der WC-Anlage

Seit 1847 wurde vorgeschlagen, an Stelle der Deutzer Schiffbrücke eine feste Rheinbrücke zu bauen, was aber nicht finanzierbar war. Auch war die Brücke wegen der Anbindung der Brückenauffahrten auf der Deutzer Seite nicht zu realisieren. Nach der Verstaatlichung der Bergisch-Märkischen-Eisenbahngesellschaft Ende des 19. Jahrhunderts und der Inbetriebnahme des neuen Deutzer Bahnhofs im Jahr 1913 wurde der Bahnhof „Schiffbrücke“ aufgegeben und nur noch als Güterbahnhof genutzt. Die Eisenbahngesellschaft war jetzt bereit, das Bahngelände am Deutzer Ufer, und damit auch den Bahnhof „Schiffbrücke“, zu verkaufen. Im Zuge der folgenden Baumaßnahmen wurden dann auch die Gebäude des Bahnhofs und des Bahnhotels abgerissen.
Die neue Deutzer Brücke wurde in 50 Meter Entfernung südlich der Deutzer Schiffbrücke erbaut und nach einer Bauzeit von zwei Jahren für den Verkehr am 15. Juli 1915 freigegeben.

## Heutiger Zustand

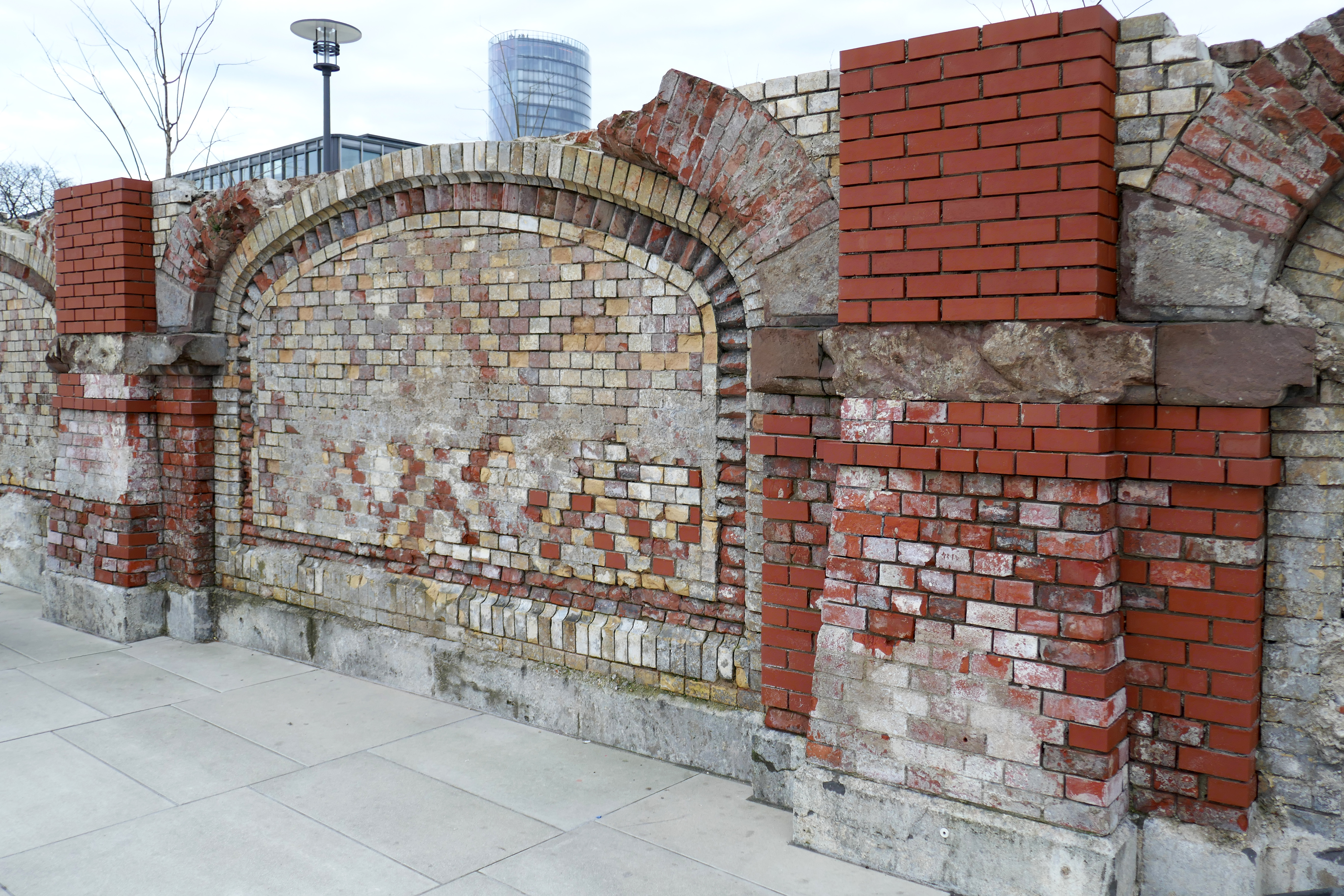
Mauerreste Bahnhof Schiffbrücke, Stand 2018

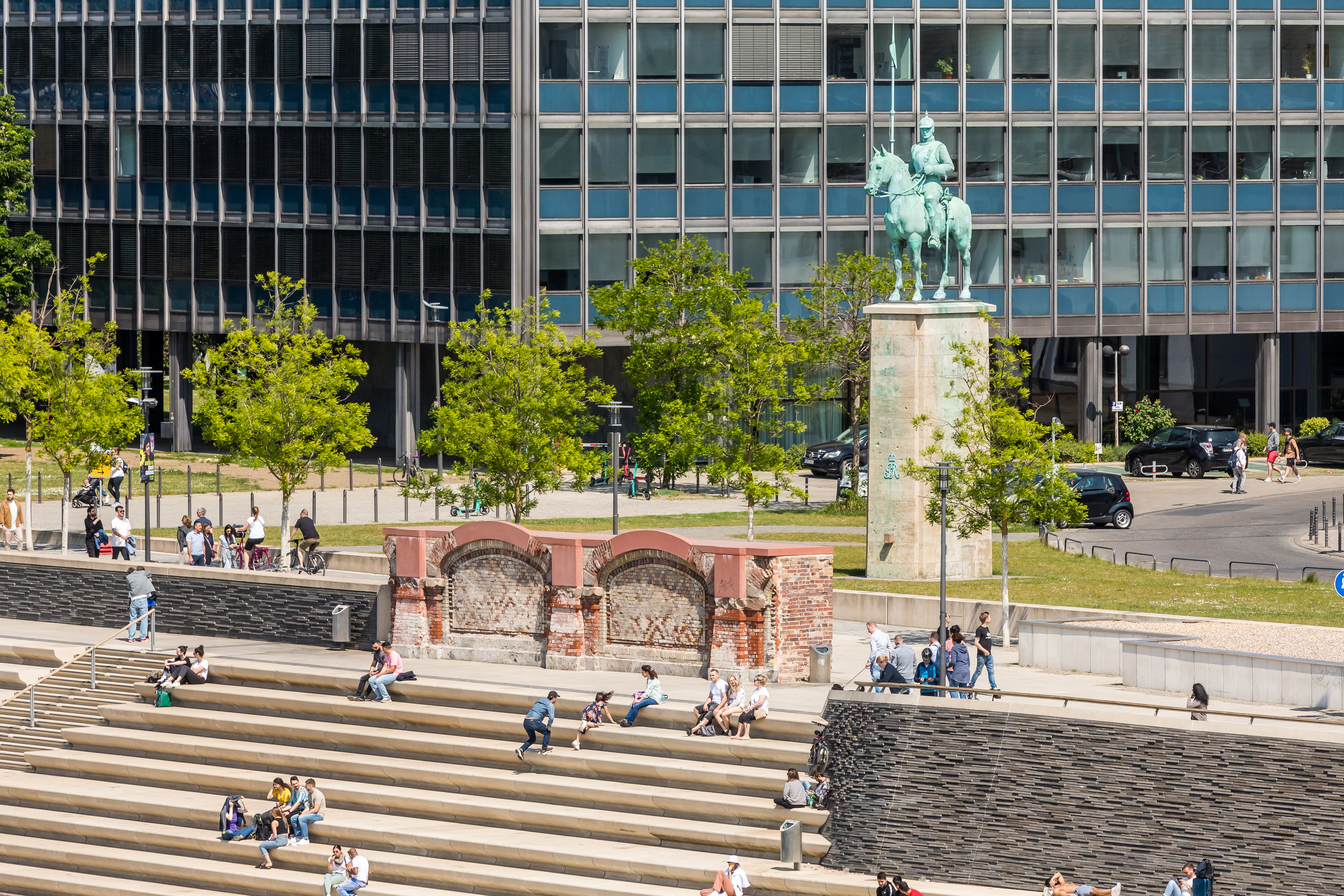
Mauerreste Bahnhof Schiffbrücke, Stand 2022

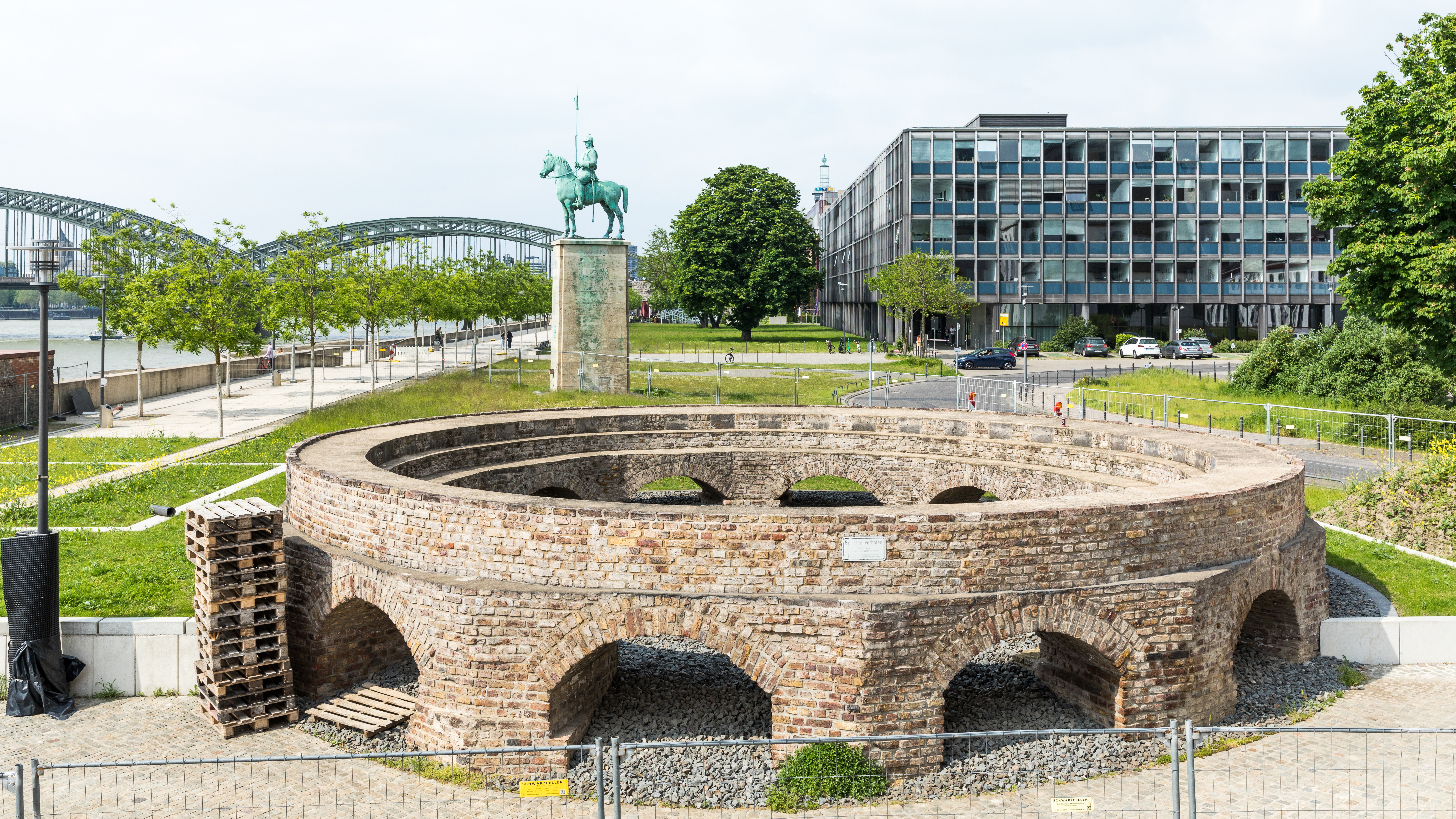
Drehscheibe, Stand 2023

Heute erinnern nur noch wenige Relikte an den Deutzer Bahnhof „Schiffbrücke“. Zwei Bögen der alten Bahndammmauer sowie die Fundamente der Drehscheibe der „Bergisch-Märkischen-Eisenbahn“ sind seit der Fertigstellung des Rheinboulevards in der Nähe der Deutzer Brücke im Historischen Park Deutz zu besichtigen.